# 利博尔·西翁科
利博尔·西昂科（1977年2月1日—），出生於捷克俄斯特拉发，捷克足球运动员，司職中場，现效力于捷克聯賽球會布拉格斯巴達。

## 生平

### 球會
這名球員早年出身於捷克國內一些名不見經傳的球會，曾效力國內班霸布拉格斯巴达，時為1999年至2004年的事。其間他上陣了近百場聯賽，取得25個入球。2004年他轉到了奧地利加盟當地球會格拉茨，不久再轉到奥地利维也纳。
2006年他轉投了蘇格蘭球會流浪者。不幸地他因傷患困擾，只是間斷地上陣。到了2007年7月27日，他又宣佈轉投丹麥球會哥本哈根。

### 國家隊
2006年世界盃前夕，老將弗拉迪米尔·什米采尔因傷退出捷克國家足球隊，施安高獲補選入隊，穿上7號球衣。2008年歐洲國家盃他再一次入選國家隊，並在分組賽對葡萄牙進了一球。